# Miltoniopsis
Miltoniopsis, abreujat com Mltnps en el comerç d'orquídies, és un gènere d'orquídies. Conté 6 espècies originàries de Costa Rica, Panamà, Veneçuela, Equador i Colòmbia. Reben el nom de Lord Fitzwilliam Milton, un cultivador d'orquídies anglès. Es fan servir com a plantes d'interior.
Difereixen de la Miltonia pel fet de tenir una fulla per cada pseudobulb, i una columna lobulada unida al labellum per una quilla. A més, la columna no és de base còncava.